# Ricò
Ricò-Gualdo is een plaats (frazione) in de Italiaanse gemeente Meldola.